# Censimento degli ebrei

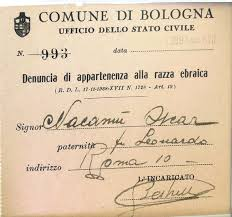
Denuncia di appartenenza alla razza ebraica (datata 1939).

Il censimento degli ebrei (o schedatura degli ebrei) fu effettuato in Italia dal 1938 al 1939, subito dopo la pubblicazione del Manifesto della razza, a opera del regime fascista con l'obbiettivo di identificare e monitorare le persone di etnia, di ascendenza o di fede ebraica presenti sul territorio italiano.

## Direttive
Il 17 luglio 1938 l'allora Ufficio centrale demografico del Ministero dell'Interno cambiò nome e competenze diventando la "Direzione generale per la demografia e la razza" (nota anche con l'acronimo di Demorazza). Un ulteriore passaggio fu quello di creare l’Ufficio studi del problema della razza, creato nell’agosto dello stesso anno, presso il gabinetto del ministro della cultura popolare.

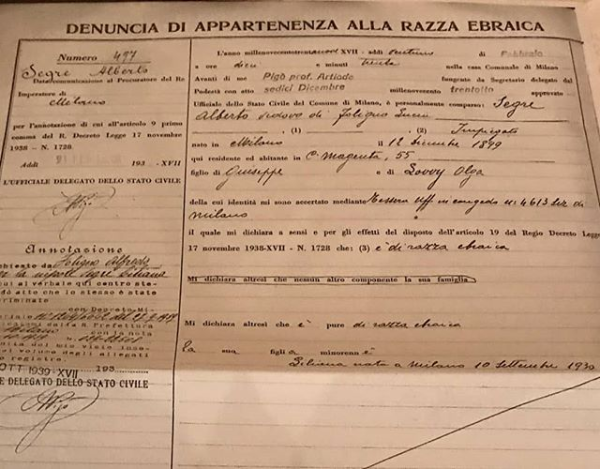
Denuncia di appartenenza alla razza ebraica di Alberto Segre; padre della senatrice Liliana Segre.

Prima di effettuare la schedatura i podestà emanarono una circolare sulla quale venivano divulgati i criteri sulla base dei quali una persona era considerata ebrea:
Il 22 agosto 1938 venne effettuato il censimento degli ebrei, allo scopo di contare e di schedare il numero e l'identità degli ebrei residenti in Italia, come presupposto per l’emanazione delle leggi razziali. Con i dati del censimento si voleva mettere la popolazione italiana dinanzi a un risultato che dimostrasse inconfutabilmente la presenza di un numero rilevante di ebrei così da creare un elevato consenso intorno alle norme discriminatorie attraverso l’enfatizzazione di un pericolo che in passato non era mai stato avvertito (sebbene gli ebrei italiani presenti all'epoca fossero 47.000, pari allo 0,1% della popolazione italiana).
Il 29 settembre 1938 furono inviate al Ministero le schede per il "censimento razziale" anche dal personale universitario, comprendente anche i liberi docenti, in risposta alle circolari dell' agosto 1938 dal Ministero dell’Educazione Nazionale. Dall'analisi di alcuni casi, è emersa chiaramente l'insistenza del ministero nella richiesta di completezza dei dati ai soggetti oggetto del censimento.

## Conseguenze
Subito dopo il censimento vennero emanati una serie di decreti che inasprivano le condizioni degli ebrei sul piano lavorativo, scolastico, mobiliare e immobiliare, associativo e relazionale. Nel volgere di poche settimane persero l’impiego circa 200 insegnanti, 400 dipendenti pubblici, 500 dipendenti privati, 150 militari e 2.500 professionisti; inoltre 200 studenti universitari, 1000 delle scuole secondarie e 4.400 delle elementari furono costretti a lasciare lo studio.
In seguito questi dati furono utilizzati dal governo fascista per arrestare e deportare oltre 8500 ebrei nei campi di sterminio nazisti.
Inoltre le schede del censimento permisero ai tedeschi di effettuare la razzia del 16 ottobre del '43 al Ghetto ebraico e in altri quartieri di Roma, avendo liste precise per individuare, arrestare e deportare gli ebrei.